# Catacumba de São Cástulo
Catacumba de São Cástulo é uma catacumba romana localizada na Via San Castulo, nas imediações da Via Casilina no quartiere Tuscolano de Roma.

## Nome
Esta é a primeira catacumba do lado de fora da Porta Maggiore ao longo da antiga Via Labicana (moderna Via Casilina). A lendária "Paixão de São Cástulo" e o "De locis sanctis martyrum quae sunt foris civitatis Romae", um itinerário para peregrinos do final do século VII, a situam "iuxta aquaeductum" ("ao lado do aqueduto"): os estudiosos identificaram este como sendo a Água Cláudia no trecho ao longo da moderna ferrovia Roma-Nápoles. Além disto, os dois textos indicam o local de sepultamento do mártir "in arenario", uma outra pista que permite identificar esta catacumba como sendo a de São Cástulo, pois, no século XIX, Giovanni Battista de Rossi havia descoberto que o cemitério havia sido escavado em uma antiga pedreira de pozolana.

## História
A catacumba, hoje em péssimo estado de conservação e inacessível, foi descoberta pela vez em 1685 por Raffaele Fabretti, que a identificou com a de São Cástulo por ter encontrado fragmentos de uma inscrição (hoje consideradas como falsificações) com o texto "martyre dominu Castulu". Em 1864, o local foi redescoberto por De Rossi.
Dois são os mártires recordados nesta catacumba. Cástulo, celebrado no Martirológio Romano em 26 de março, era, segundo as lendas antigas, um cubiculário do imperador romano Diocleciano que refugiou no palácio imperial muitos cristãos perseguidos, incluindo o papa Caio. Descoberto depois de ser traído, foi martirizado. A obra "De locis..." conta também que ali estava um bispo mártir, Estratônico (em latim: Stratonico), de quem não se sabe mais nada. Sabe-se, contudo, que as relíquias dos dois mártires foram transladadas pelo papa Pascoal I (r. 817-824) para a basílica de Santa Prassede.